# Brachythoracosepsis butikensis
Brachythoracosepsis butikensis är en tvåvingeart som först beskrevs av Vanschuytbroeck 1963.  Brachythoracosepsis butikensis ingår i släktet Brachythoracosepsis och familjen svängflugor. Inga underarter finns listade i Catalogue of Life.